# Gaotangxiang (ort i Kina, Jiangxi Sheng, lat 27,02, long 114,87)
Gaotangxiang är en ort i Kina. Den ligger i provinsen Jiangxi, i den sydöstra delen av landet, omkring 210 kilometer sydväst om provinshuvudstaden Nanchang. Antalet invånare är 5 476. Befolkningen består av 2 640 kvinnor och 2 836 män. Barn under 15 år utgör 24,0 %, vuxna 15-64 år 67 %, och äldre över 65 år 8,0 %.
Runt Gaotangxiang är det ganska tätbefolkat, med 192 invånare per kvadratkilometer. Närmaste större samhälle är Jizhou, 18,6 km nordost om Gaotangxiang. Trakten runt Gaotangxiang består till största delen av jordbruksmark.
Genomsnittlig årsnederbörd är 1 972 millimeter. Den regnigaste månaden är maj, med i genomsnitt 316 mm nederbörd, och den torraste är oktober, med 32 mm nederbörd.